# Diecéze mantovská
Diecéze mantovská (latinsky Dioecesis Mantuana, italsky Diocesi di Mantova) je diecéze římskokatolické církve v Itálii se sídlem v biskupském paláci (Palazzo Vescovile) na Piazza Sordello 15 v Mantově.

## Historie

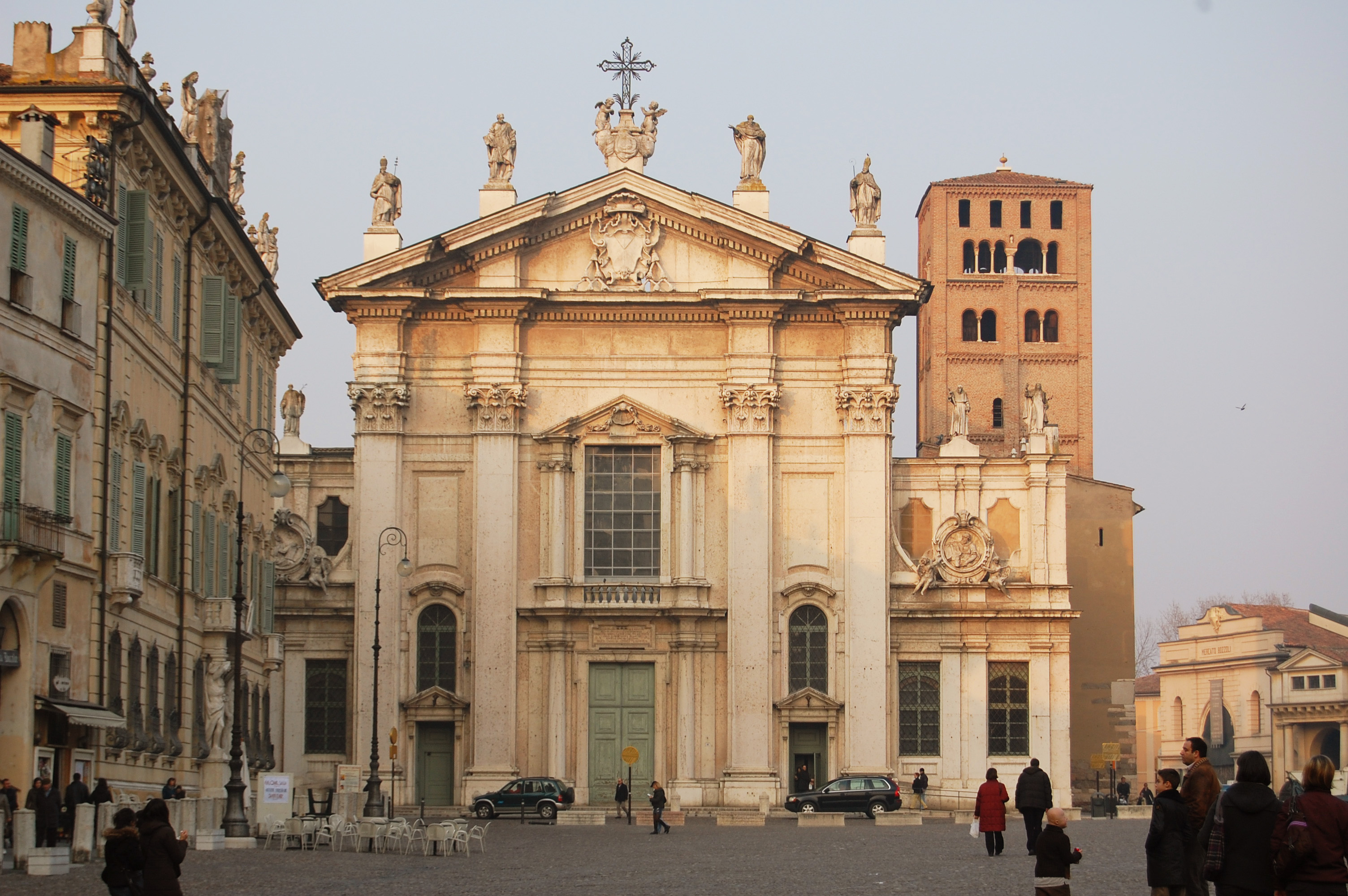
Mantovská katedrála sv. Petra

Diecéze byla založena roku 804. V současné době je podřízena jako sufragánní diecéze milánské arcidiecéze. Hlavním chrámem diecéze je katedrála svatého Petra apoštola (it. San Pietro Apostolo) s bazilikou svatého Ondřeje apoštola (Sant’Andrea Apostolo) jako konkatedrálou.
V diecézi je registrováno 165 kněží, 19 řádových kněží, 12 stálých jáhnů, 21 řádových bratří a 239 řádových sester.